# Županijska cesta Ž6204
Ž6204 je županijska cesta u Hrvatskoj.
Nalazi se na otoku Hvaru i spaja naselja Dol i Vrbanj. Početak ceste je čvor s glavnom prometnicom na otoku, državnom cestom D116, a kraj u mjestu Vrbanju, gdje se spaja na Ž6206.
Uz cestu i u blizini ceste, nalazi se:
- Ostojića mlin, uz cestu
- Kupinovik, rimska vila rustika, 200 metara od ceste
- botanički vrt Katovnica, uz cestu
- kapela sv. Mihovila, uz cestu

## Vanjske poveznice
|  | Zajednički poslužitelj ima još gradiva o temi Županijska cesta Ž6204 |